# International Indoor Athletics Meeting Madrid
El Villa de Madrid Indoor Meeting, llamado en otras ocasiones Meeting Villa de Madrid, World Indoor Tour Gold Madrid o International Indoor Athletics Meeting Madrid, es una competición anual de atletismo en pista cubierta que se celebra en febrero en Madrid, España. El evento se celebró por primera vez en el Centro Deportivo Municipal Gallur en 2016 y actualmente es un encuentro oficial de la categoría Oro del World Athletics Indoor Tour.

## Récords mundiales
A lo largo de su historia, en el Meeting Villa de Madrid se han establecido dos récords mundiales .
| Año  | Evento       | Registro     | Atleta         | Nacionalidad   |
| ---- | ------------ | ------------ | -------------- | -------------- |
| 2020 | Triple salto | 15,43 metros | Yulimar Rojas  | Venezuela      |
| 2021 | 60 m vallas  | 7,29         | Grant Holloway | Estados Unidos |

## Récords de la competición

### Masculino
| Evento              | Registro | Atleta                 | Nacionalidad   | Fecha                 | Ref.  |
| ------------------- | -------- | ---------------------- | -------------- | --------------------- | ----- |
| 60 metros           | 6,44     | Ronnie Baker           | Estados Unidos | 21 de febrero de 2020 | [ 1 ] |
| 400 metros          | 45,19    | Bralon Taplin          | Granada        | 24 de febrero de 2017 |       |
| 800 metros          | 1:45.00  | Catalin Tecuceanu      | Italia         | 23 de febrero de 2024 | [ 2 ] |
| 1500 metros         | 3:33.69  | Yared Nuguse           | Estados Unidos | 22 de febrero de 2023 | [ 3 ] |
| 3000 metros         | 7:34.03  | Selemon Barega         | Etiopía        | 2 de marzo de 2022    | [ 4 ] |
| 60 m vallas         | 7,29     | Grant Holloway         | Estados Unidos | 24 de febrero de 2021 | [ 5 ] |
| Salto con pértiga   | 5,85 m   | Konstadinos Filippidis | Grecia         | 8 de febrero de 2018  |       |
| Salto de longitud   | 8,41 m   | Juan Miguel Echevarría | Cuba           | 21 de febrero de 2020 | [ 1 ] |
| Triple salto        | 17,52 m  | Jordan Díaz Fortún     | España         | 23 de febrero de 2024 | [ 2 ] |
| Lanzamiento de peso | 22,16 m  | Rajindra Campbell      | Jamaica        | 23 de febrero de 2024 | [ 2 ] |

### Femenino
| Evento              | Registro | Atleta             | Nacionalidad | Fecha                 | Ref.  |
| ------------------- | -------- | ------------------ | ------------ | --------------------- | ----- |
| 60 metros           | 7,08     | Aminatou Seyni     | Níger        | 22 de febrero de 2023 | [ 3 ] |
| 400 metros          | 51,11    | Andrea Miklós      | Rumania      | 23 de febrero de 2024 | [ 2 ] |
| 800 metros          | 1:58.94  | Habitam Alemu      | Etiopía      | 24 de febrero de 2021 | [ 6 ] |
| 1000 metros         | 2:33.06  | Genzebe Dibaba     | Etiopía      | 24 de febrero de 2017 |       |
| 1500 metros         | 3:57.38  | Gudaf Tsegay       | Etiopía      | 2 de marzo de 2022    | [ 4 ] |
| 3000 metros         | 8:22.65  | Gudaf Tsegay       | Etiopía      | 24 de febrero de 2021 | [ 6 ] |
| 60 m vallas         | 7,68     | Devynne Charlton   | Bahamas      | 23 de febrero de 2024 | [ 2 ] |
| Salto de altura     | 2,00 m   | Mariya Lasitskene  | Rusia        | 8 de febrero de 2018  |       |
| Salto con pértiga   | 4,91 m   | Anzhelika Sidorova | Rusia        | 8 de febrero de 2019  | [ 7 ] |
| Salto de longitud   | 6,67 m   | Lorraine Ugen      | Reino Unido  | 2 de marzo de 2022    | [ 4 ] |
| Triple salto        | 15,43 m  | Yulimar Rojas      | Venezuela    | 21 de febrero de 2020 | [ 8 ] |
| Lanzamiento de peso | 19,76 m  | Sarah Mitton       | Canadá       | 22 de febrero de 2023 | [ 3 ] |